# 15548 Kalinowski
15548 Kalinowski è un asteroide della fascia principale. Scoperto nel 2000, presenta un'orbita caratterizzata da un semiasse maggiore pari a 2,2236991 UA e da un'eccentricità di 0,0920128, inclinata di 5,04016° rispetto all'eclittica.